# Lins (växt)

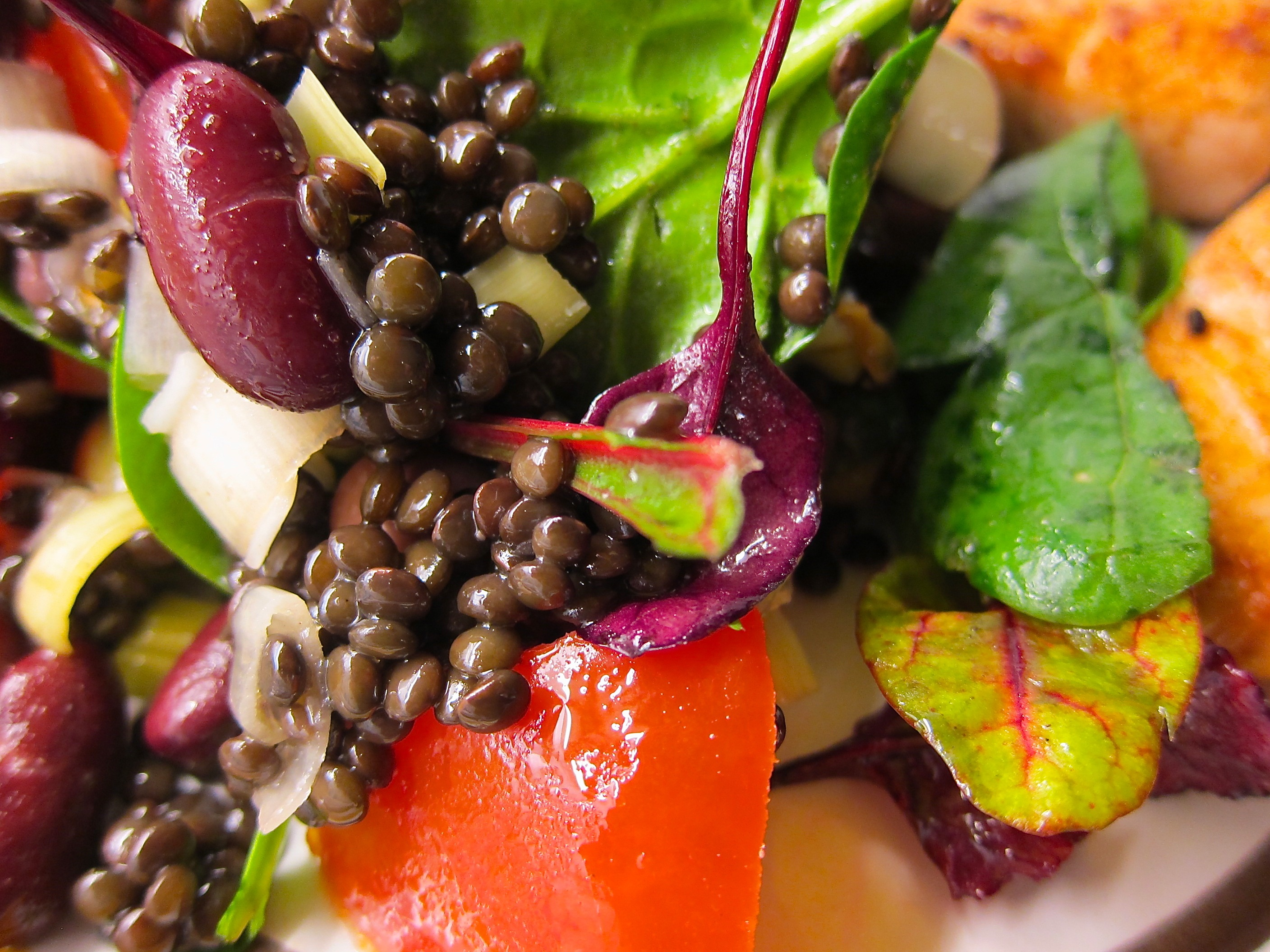
Linser i sallad.

Lins (Vicia lens, tidigare Lens culinaris) är en art i familjen ärtväxter och odlas framför allt för sina linsformade fröer. Linser är ettåriga växter som blir omkring 40 cm höga. Fröerna växer i fröskidor, vanligen två i varje. Fröerna ("linserna") finns i ett antal färger, exempelvis röda, gröna, gula och bruna. Även storleken på fröerna varierar och de säljs i många olika former, till exempel med eller utan skal, hela eller delade.
Linser har odlats i medelhavsregionen under en mycket lång tid: emellertid har den vilda formen av arten troligen sitt ursprung i västra Asien.
Linser används i stor utsträckning i matlagning i södra och västra Asien samt i medelhavsområdet. De innehåller en hög andel protein inklusive några essentiella aminosyror vilket kan göra dem till ett viktigt inslag i vegetarisk kost.
Det indiska ordet dal (för maträtten, se dal) (dahl, daal) är ett vidare begrepp som i första hand innefattar skalade och delade baljfrukter.

## Trivia
Den optiska linsen som finns till exempel i kameror har fått sitt namn efter växten lins, eftersom den optiska linsens form påminner om den form som växtens frön har.